# Радивоје Брајовић
Радивоје Раде Брајовић (Пећ, 11. јануар 1935) је друштвено-политички радник Социјалистичке Републике Црне Горе.  У периоду од 1979. до 1982. обављао је функцију председника Скупштине, од 1982. до 1986. функцију председника Извршног већа Скупштине (премијер) и од 1986. до 1988. функцију председника Председништва (председник) СР Црне Горе.

## Биографија
Правни факултет Универзитета у Београду завршио је 1957. године. Након тога је био члан Председништва Савеза омладине Југославије. Потом се од 1967. до 1974. налазио на дужности републичког секретара (министар) за рад, здравство и социјалну заштиту у Извршном већу Скупштине СР Црне Горе.
У периоду од 1974. до 1978. налазио се на дужностима председника Секције за политички систем, међунационалне и међурепубличке односе Републичке конференције Социјалистичког савеза радног народа Црне Горе, потпредседника Извршног већа Скупштине СР Црне Горе и председника Републичког савета за питања друштвеног уређења.
Године 1978. изабран је за потпредседника, а октобра 1979. за председника Скупштина СР Црне Горе. Маја 1982. изабран је за председника Извршног већа Скупштине СР Црне Горе. На овој функцији налазио се до маја 1986. када је постао члан Председништва СР Црне Горе, у коме је од маја 1986. до маја 1988. обављао дужност председника. У време антибирократске револуције у Црној Гори, јануара 1989, заједно са другим члановима Председништва поднео је колкетивну остваку и повукао се из политичког живота, због неслагања са политиком новог руководства Савеза комуниста Црне Горе.
Након увођења вишепартијског система, био је један од оснивача Социјалдемократске партије Црне Горе (СДП) и дугогодишњи председник њеног Политичког савета. Један је од утемељивача Одбора за независну Црну Гору.
Предавао је на Прваном факултету Универзитета „Вељко Влаховић” у Титограду и објавио је више чланака и расправа из друштвено-политичког домена и социјалне политике. Биран је за члана Централног комитета Савеза комуниста Црне Горе и посланика Скупштине СР Црне Горе.  Године 2019. објавио је књигу Сећања.
У браку са супругом Даницом има троје деце.